# Ocean View Amusement Park
Der Ocean View Amusement Park war ein Vergnügungspark in Norfolk, Virginia. Er befand sich am Ende der Granby Street an der Ocean View Avenue. An dieser Stelle befindet sich mittlerweile der Ocean View Beach Park.
In diesem Vergnügungspark fanden im Jahre 1977 einige Dreharbeiten für den Film Achterbahn statt. Die Achterbahn, deren Zusammenbruch in diesem Film gezeigt wurde, war Rocket. Am letzten Tag, an dem der Park für die Öffentlichkeit zugänglich war, wurden die Aufnahmen für Achterbahn produziert.
Die Holzachterbahn Rocket wurde bei den Dreharbeiten für den Fernsehfilm The Death of Ocean View Park im Jahre 1979 endgültig zerstört.
Zur Geschichte des Ocean View Amusement Park gibt es im Ocean View Station Museum in Norfolk, Virginia, USA eine Ausstellung.

## Achterbahnen
Im Ocean View Amusement Park befanden sich fünf Holzachterbahnen:
| Name           | Typ                                | Hersteller | Eröffnung | Schließung |
| -------------- | ---------------------------------- | ---------- | --------- | ---------- |
| Figure 8       | Holzachterbahn                     | unbekannt  | unbekannt | unbekannt  |
| Leap The Dips  | Holzachterbahn                     | unbekannt  | unbekannt | unbekannt  |
| Rocket         | Holzachterbahn                     | unbekannt  | 1929      | 1978       |
| Scenic Railway | Holzachterbahn                     | unbekannt  | unbekannt | unbekannt  |
| Skyrocket Jr.  | Holzachterbahn, Familienachterbahn | unbekannt  | 1949      | unbekannt  |